# 腰抜けヒーロー大冒険!!
『腰抜けヒーロー大冒険!!』（こしぬけヒーローだいぼうけん、原題：The Pirates Who Don't Do Anything: A VeggieTales Movie）は、2008年1月11日より劇場公開された3Dアニメーション映画。この作品は、OVA『ヴェジテールズ』(en:VeggieTales)シリーズの劇場用作品の第2作目にあたる。
日本では劇場未公開。スター・チャンネルより日本語吹替版で放送される。

## 声の出演
| 役名           | 俳優                   | 日本語吹き替え | 備考（ヴェジテールズでの配役など）                   |
| -------------- | ---------------------- | -------------- | ---------------------------------------------------- |
| ジョージ       | フィル・ヴィッシャー   | 塩屋浩三       |                                                      |
| エリオット     | マイク・ナウロキ       | 真殿光昭       |                                                      |
| ロバート       | カム・クラーク         | 楠見尚己       |                                                      |
| エロイーズ     | ラウラ・ジエロー       | 永田亮子       |                                                      |
| アレクサンダー | ユーリ・ローエンタール | 庄司将之       |                                                      |
| セジウイック   | フィル・ヴィッシャー   | 山口勝平       | ヴェジテールズではきゅうりのラリーとして登場している |